# Melchior Stefanides
Melchior Stefanides (ur. ok. 1565, zm. 1636 we Lwowie) – doktor teologii i obojga praw, pierwszy rektor Akademii Zamojskiej, wykładał na niej logikę, metafizykę i prawo.

## Biogram
Pochodził ze Lwowa, studiował w Krakowie. W 1594 przybył do Zamościa aby zostać wykładowcą w zakładanej tam uczelni. 15 marca 1595 został mianowany jej pierwszym rektorem. W roku 1620 przełożył na polski Psałterz świętego Augustyna. W roku 1988 jego imieniem nazwano plac na Starym Mieście w Zamościu.